# 2021 (numero)
Duemilaventuno (2021) è il numero naturale dopo il 2020 e prima del 2022.

## Proprietà matematiche
- È un numero dispari.
- È un numero composto con 4 divisori: 1, 43, 47, 2021. Poiché la somma dei suoi divisori (escluso il numero stesso) è 91 < 2021, è un numero difettivo.
- È un numero semiprimo.